# Garveia robusta
Garveia robusta är en nässeldjursart som först beskrevs av Torrey 1902.  Garveia robusta ingår i släktet Garveia och familjen Bougainvilliidae. Inga underarter finns listade i Catalogue of Life.